# الاتحاد الأرمني للمهندسين المعماريين

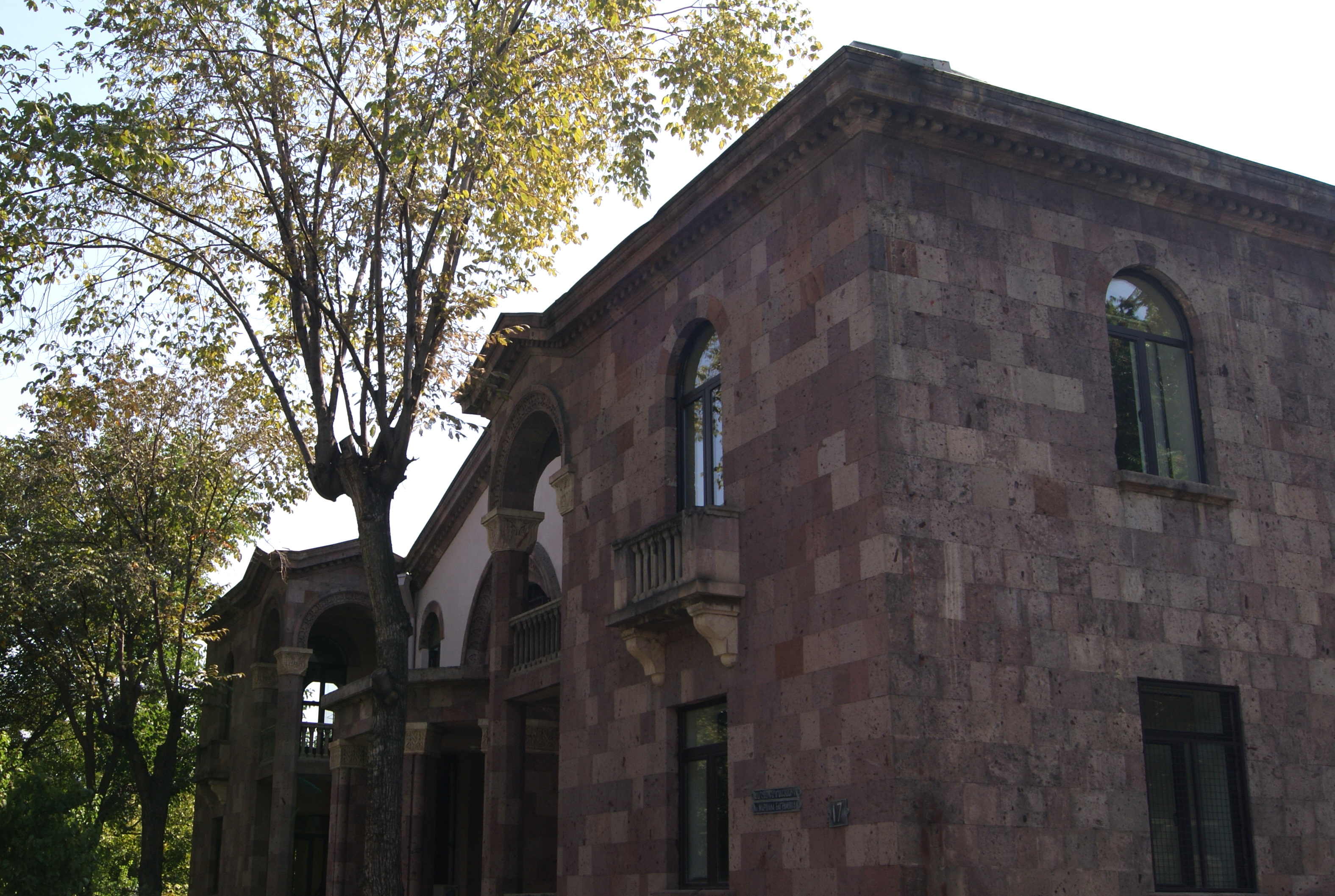

 الاتحاد الأرميني للمهندسين المعماريين ( بالأرمينية: Հայաստանի ճարտարապետների միություն ) أفتتح في عام 1932 في يريفان برئاسة جيفورج كوشار. أعضاء اللجنة هم ميكاييل مازمانيان (نائب رئيس اللجنة) ، نون بونيتيان ، ألكسندر تامانيان ، أ. أهارونيان ، ف. هاكوبيان ، ب. أرازيان أ. مارغريان ، م. مكرتشيان.
لدى أعضاء الاتحاد مساهمة كبيرة في بناء البلدات والقرى والأنظمة الهندسية الفريدة في أرمينيا .
يضم اتحاد المهندسين المعماريين في أرمينيا حالياً 643 عضواً.